# Oelerbeek

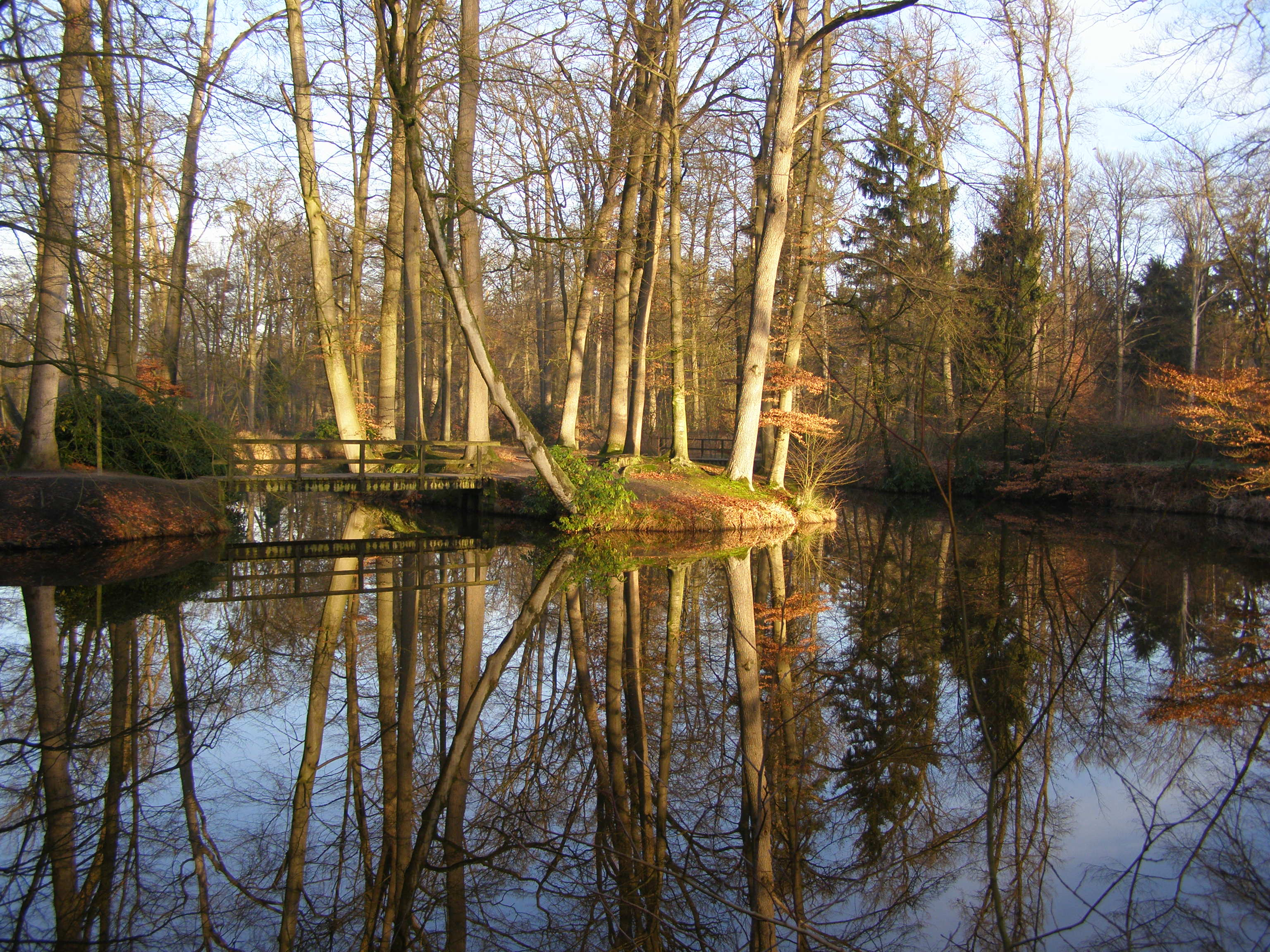
De Oelerbeek bij de bruggetjes van Twickel

De Oelerbeek is een beek in de omgeving van  Delden in de Nederlandse provincie Overijssel. De beek stroomt van de watermolen in Oele via een onderleider onder het Twentekanaal naar de Noordmolen in de buurtschap Deldeneresch, waar de waterloop verder stroomt met de naam Azelerbeek langs Azelo en Zenderen om ten noorden van Zenderen uit te monden in de Bornsebeek.
Het gedeelte voor de watermolen in Oele wordt Boekelerbeek genoemd. Ook de Teesinkbeek en de Rutbeek leveren water aan de Oelerbeek.
Het overgrote deel van het water van de Boekelerbeek wordt via de Nieuwe Oelerbeek afgevoerd naar het Twentekanaal. Slechts een klein deel wordt langs de molen en onder het Twentekanaal gestuurd in de richting van de Azelerbeek.

## De Oelerbeek door het jaar heen

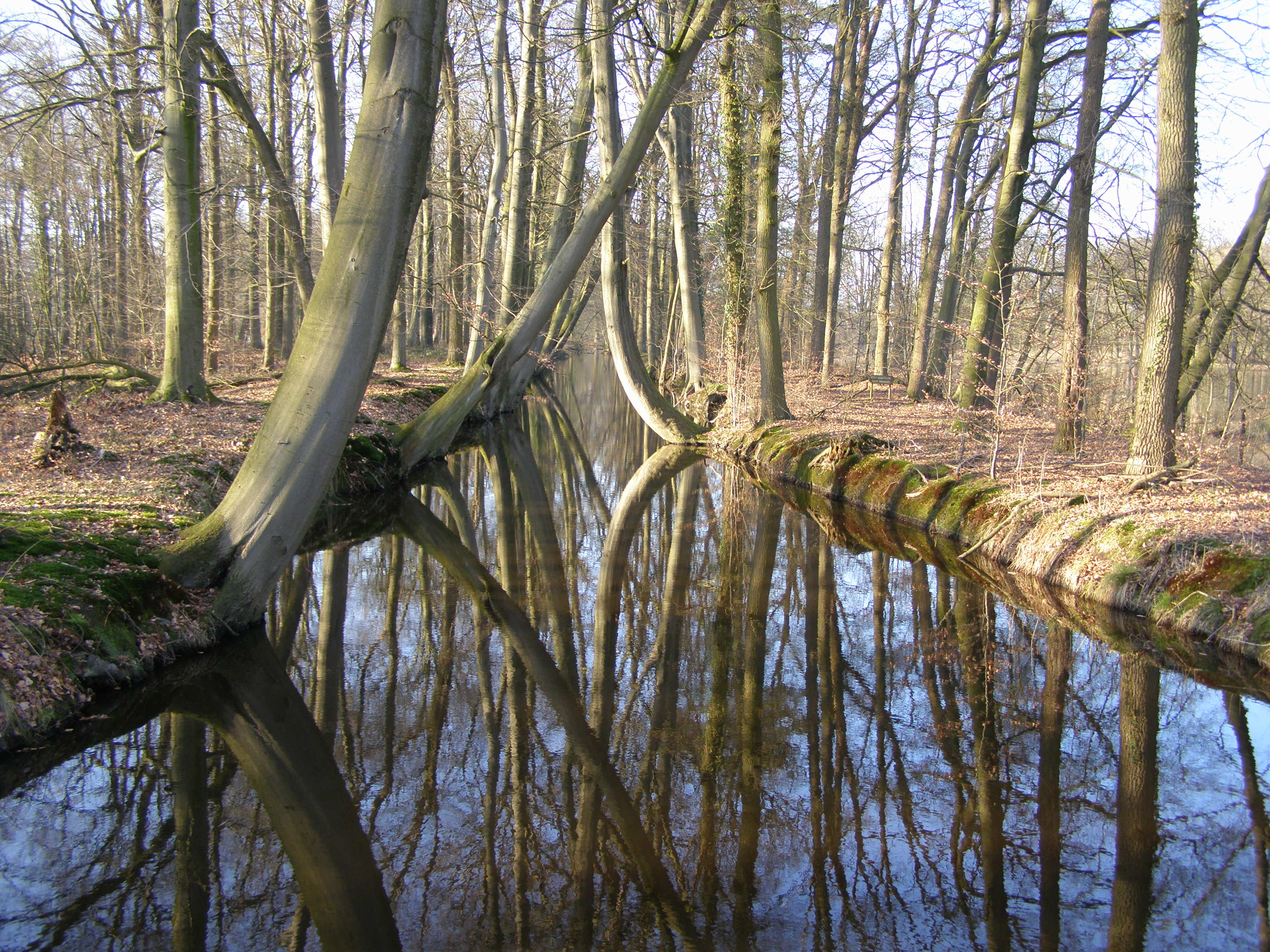
De Oelerbeek in de omgeving van de weg van Delden naar Borne
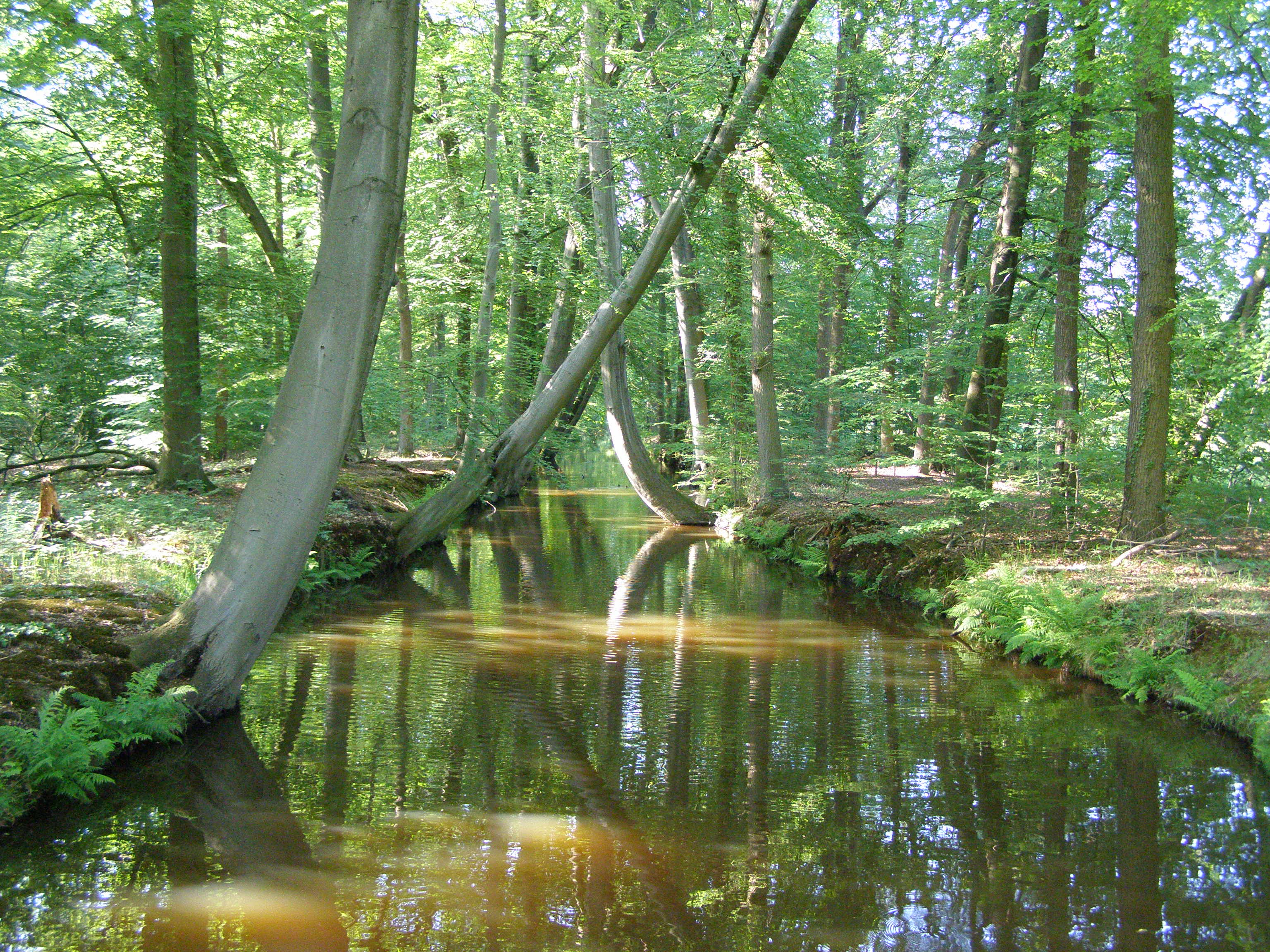
De Oelerbeek in mei
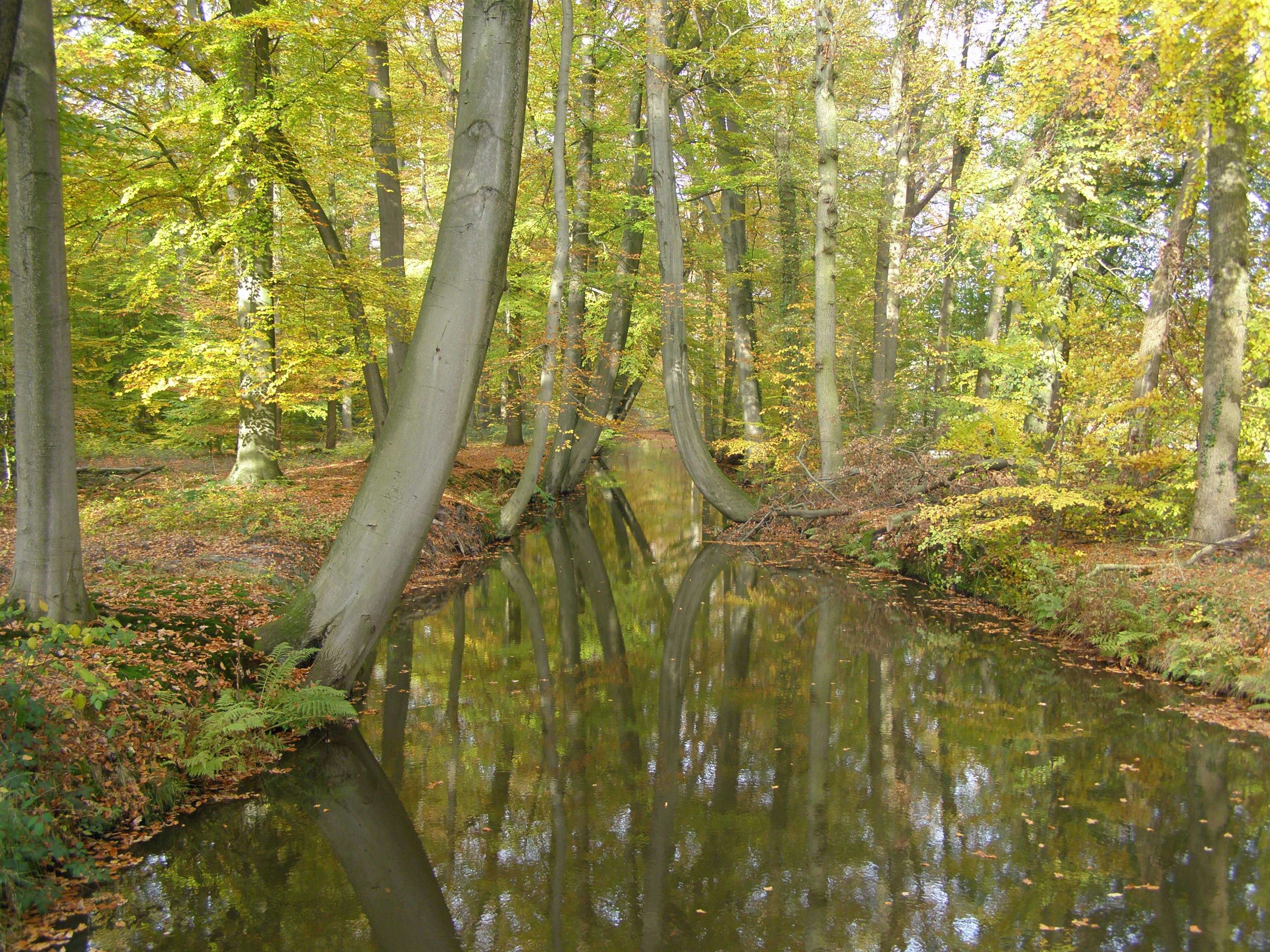
De Oelerbeek eind oktober
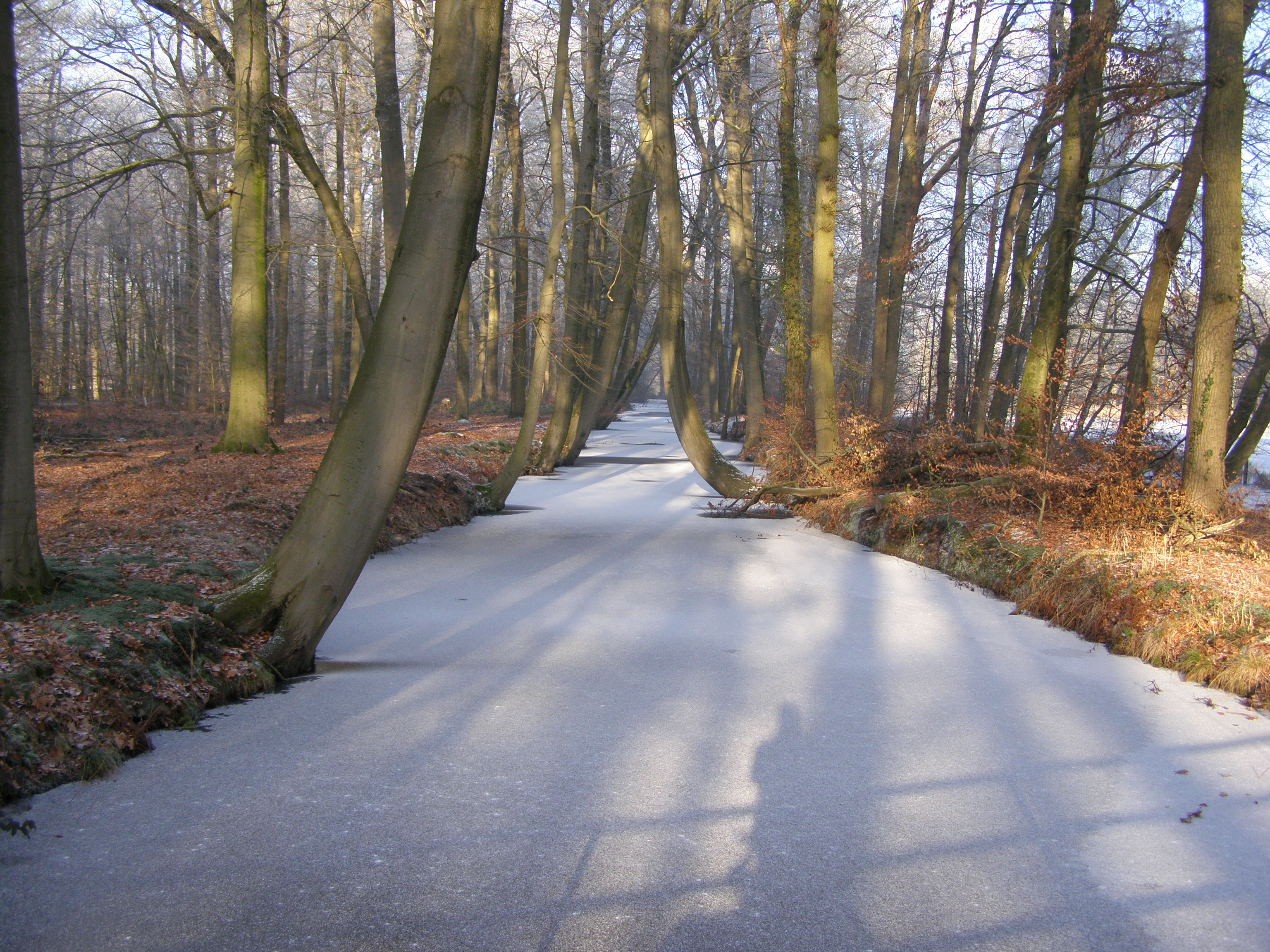
De Oelerbeek eind december

## De Oelerbeek in de omgeving van de Oldemeule in Oele

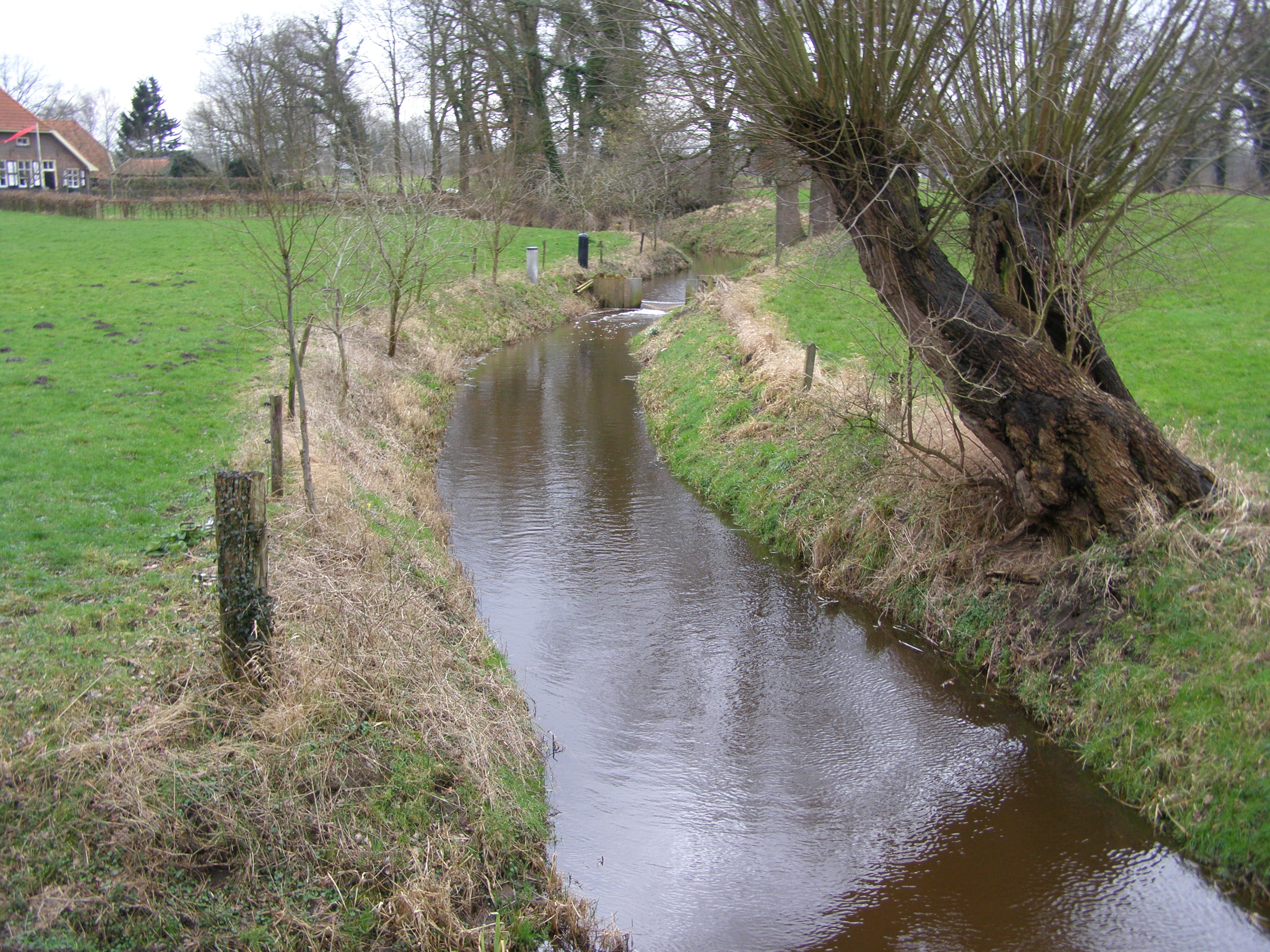
De Oelerbeek in de omgeving van de watermolen
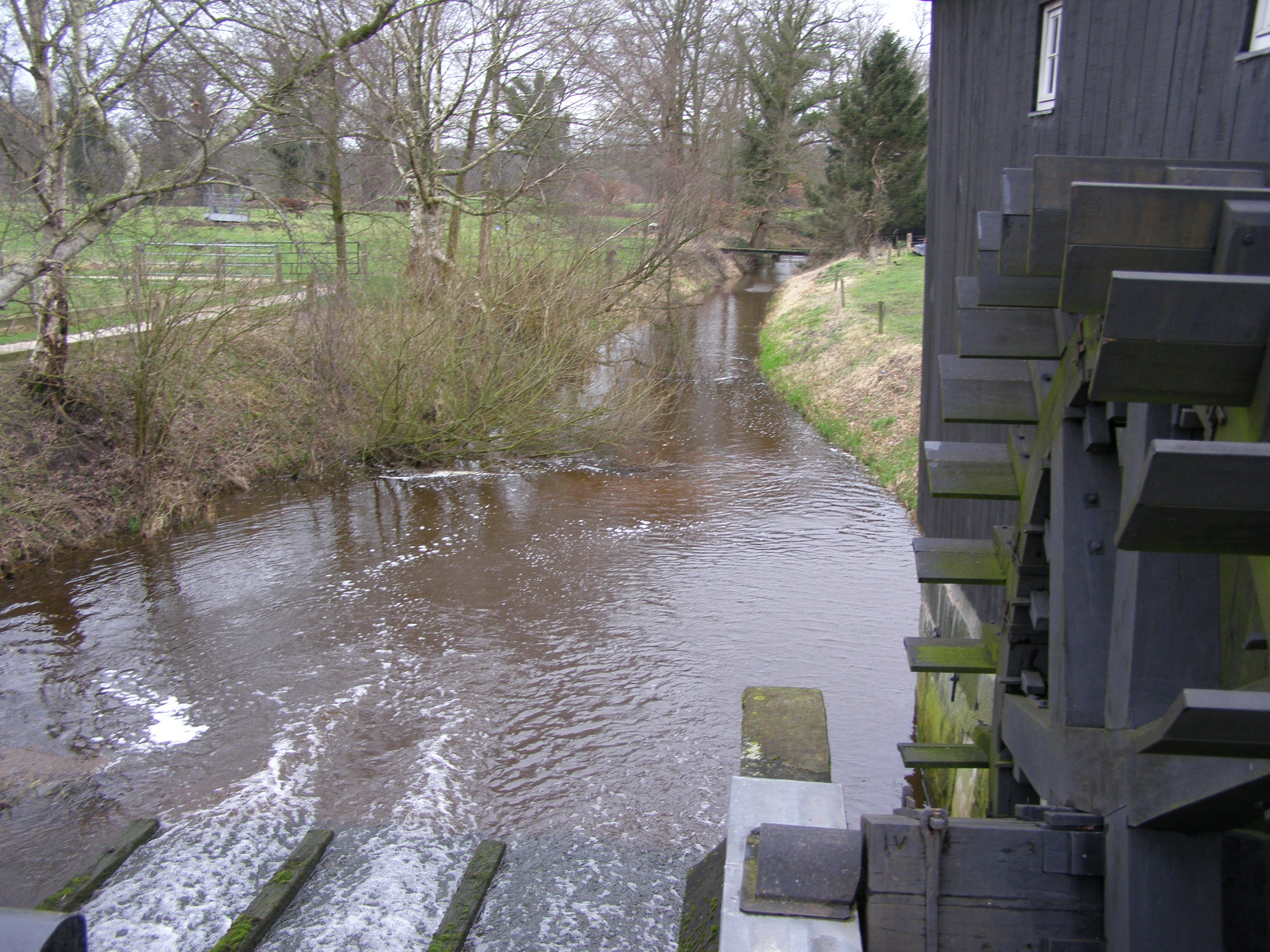
Oelerbeek bij de Oldemeule
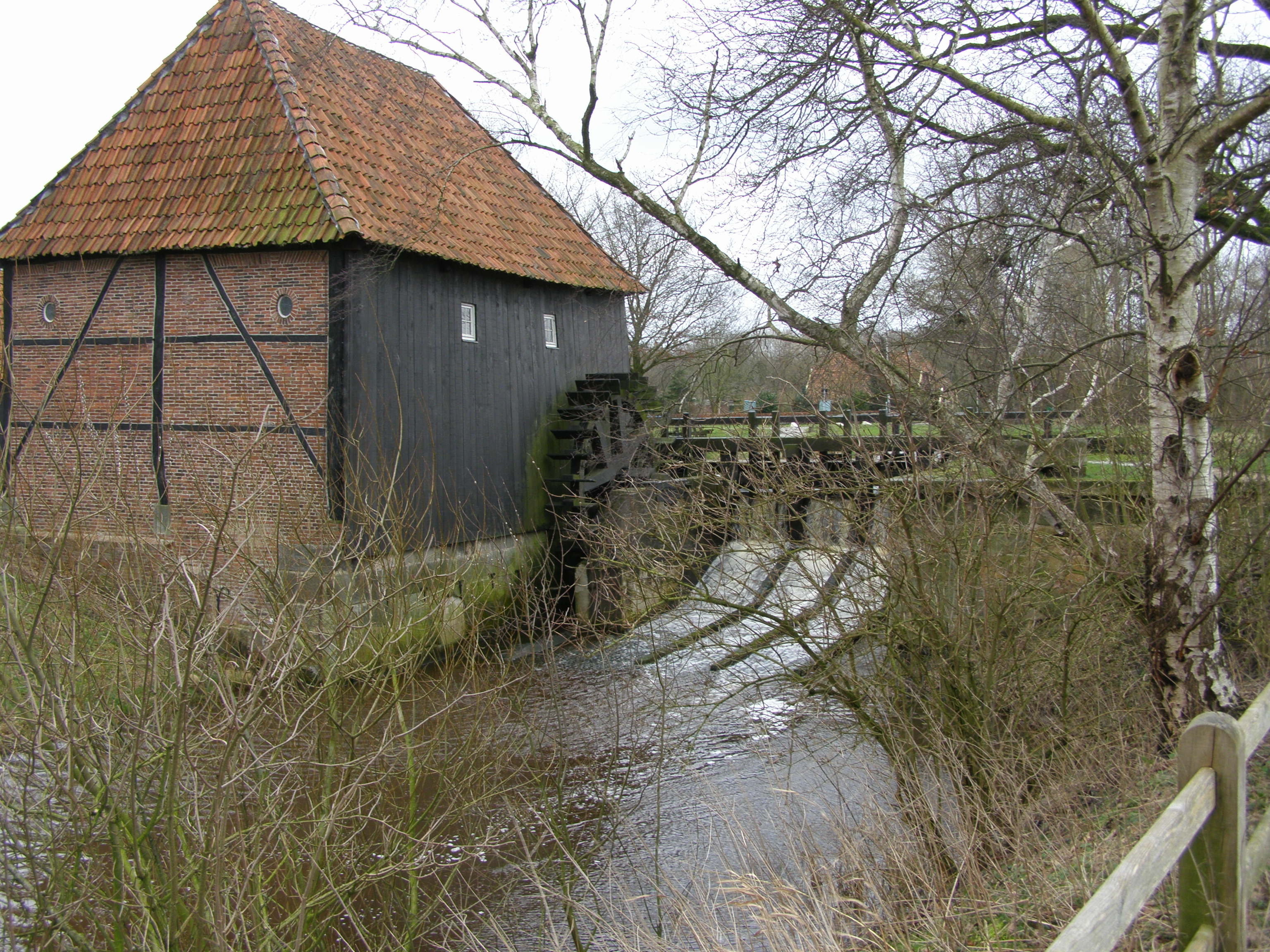
De Oldemeule in Oele aan de Oelerbeek